# Photis bifurcata
Photis bifurcata är en kräftdjursart som beskrevs av J. L. Barnard 1962. Photis bifurcata ingår i släktet Photis och familjen Isaeidae. Inga underarter finns listade i Catalogue of Life.